# Flugplatz Dessau

i7
i11
i13
Der Flugplatz Dessau (auch: Flugplatz Hugo Junkers, IATA-Code: ZSU, ICAO-Code: EDAD) ist ein Verkehrslandeplatz im Dessau-Roßlauer Stadtteil Kleinkühnau.
Betreiber ist die Flugplatz Dessau GmbH, ein Unternehmen der Dessauer Versorgungs- und Verkehrsgesellschaft mbH (DVV). Die befestigte Start- und Landebahn ist asphaltiert, 1000 m lang und 25 m breit und verfügt über eine Rand- und Schwellenbefeuerung. 

## Klassifizierung
Der Flugplatz Dessau ist für Luftfahrzeuge bis 5,7 Tonnen, die Ju 52 D-AQUI, Drehflügler, selbststartende Motorsegler, Segelflugzeuge und nichtselbststartende Motorsegler im Winden- und Flugzeugschlepp, Ultraleichtflugzeuge, Fallschirmsprungbetrieb, Freiballone (PPR), Luftschiffe (PPR) zugelassen. Allerdings sind auch schon weit schwerere Flugzeuge dort gelandet, beispielsweise eine Transall C-160 der Bundeswehr, die ein Leergewicht von rund 29 Tonnen hat.

## Geschichte
Die Geschichte des Flugplatzes ist eng mit dem Luftfahrtpionier Hugo Junkers verbunden, der bis 1933 in Dessau arbeitete. Anfang der 1930er Jahre war der Flugplatz der Hugo-Junkers-Flugzeugwerke ein Flugplatz mit modernen Start- und Landebahn. Diese war unter anderem beheizbar und bestand aus massiven Betonplatten. Außerdem wurde diese Landebahn als Ausgangspunkt für die versuchte erste Ozeanüberquerung von Europa nach Amerika (die geglückte startete ein Jahr später in Irland) durch die „Bremen“ bekannt. Heute steht sie unter Denkmalschutz; um sie nicht durch eine Straße zu zerstören, wurde eigens eine Brücke über die Landebahn gebaut.
Der Vertrag für das Flugplatzgelände südlich der Kühnauer Straße und nördlich der Eisenbahnlinie Dessau-Köthen, wo es sich noch heute befindet, wurde am 15. August 1924 unterzeichnet, die Eröffnung des neuen Junkers-Flugplatzes erfolgte am 1. Oktober 1924. Die erste Montagehalle der Junkerswerke wurde 1925 neben dem Bahnübergang auf dem Flugplatz errichtet. Die offizielle Eröffnung des Junkers-Werksflugplatzes fand schließlich am 7. Januar 1926 durch die Anhaltische Landesregierung statt.
Im Juli 1927 erhielt die Dessauer Anlage der Junkerswerke als erster europäischer Flugplatz eine betonierte Start- und Landebahn. Bis 1945 blieb das Gelände der Werksflugplatz der Hugo-Junkers-Flugzeugwerke, bis es am 17. April durch Einheiten der United States Army Air Forces besetzt wurde. Im Juli 1945 wurde der Flugplatz Teil der sowjetischen Besatzungszone. Anschließend wurden unter sowjetischer Aufsicht und Leitung von Brunolf Baade die Forschungen an noch während des Krieges begonnenen Strahlflugzeug-Projekten, z. B. des Strahlbombers EF 131, wieder aufgenommen. Im Herbst 1946 wurden diese Arbeiten eingestellt, die gesamten Anlagen demontiert und zusammen mit den Junkersmitarbeitern für weitere Forschungen in die Sowjetunion gebracht (siehe Aktion Ossawakim). Der Flugplatz wurde danach nicht genutzt.
Erst ab 1948 erfolgte die Verlegung einiger sowjetischer Fliegereinheiten nach Dessau und 1951 die durch die Stationierung des mit MiG-15-Strahljägern ausgerüsteten 157. Jagdfliegerregiments bedingte Verlängerung der Start- und Landebahn auf 2200 m × 55 m. Von 1956 bis 1963 nutzten die Luftstreitkräfte der Nationalen Volksarmee als Transportfliegerschule den Flugplatz. Zunächst wurden Hubschrauber vom Typ Mi-4 von Cottbus nach Dessau verlegt, dann kamen die einmotorigen L-60 „Brigadyr“, An-2 und anschließend die Il-14. Im Durchschnitt kamen neun IL-14 für die Ausbildung von militärischen wie zivilen Besatzungen der Interflug zum Einsatz. Von 1952 bis 1979 wurde das Gelände auch als Segelflugplatz der Gesellschaft für Sport und Technik (GST) genutzt. Der Technikstützpunkt wurde bis zur Auflösung der GST im Frühjahr 1990 weiter betrieben. Er war in einer Junkershalle im Nordwesten des Platzes untergebracht. 1963 war der Flugplatz Dessau Aufstellungsort für die Transportfliegerstaffel 24. Von 1963 bis 1989 war er Ausweichflugplatz des in Brandenburg-Briest beheimateten Transporthubschraubergeschwader 34 (THG-34) „Werner Seelenbinder“ der NVA.
Nach 45 Jahren landete am 6. März 1990 wieder eine Ju 52 auf dem ehemaligen Flugplatz der Junkerswerke. Von 1990 bis 1994 wurde das Gelände als Segelflugplatz des Fliegerclub „Hugo Junkers“ Dessau e. V. genutzt. Seit August 1994 wird er als Verkehrslandeplatz geführt.
Heute befindet sich am Flugplatz das Technikmuseum Hugo Junkers.

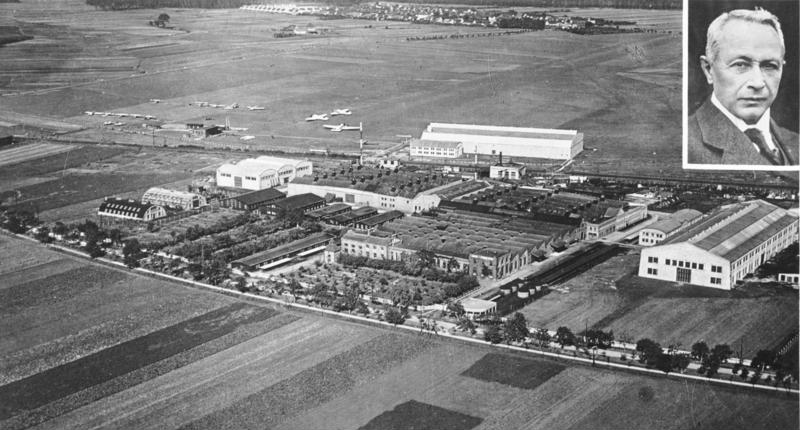
Junkers-Werke mit Flugplatz (1928)
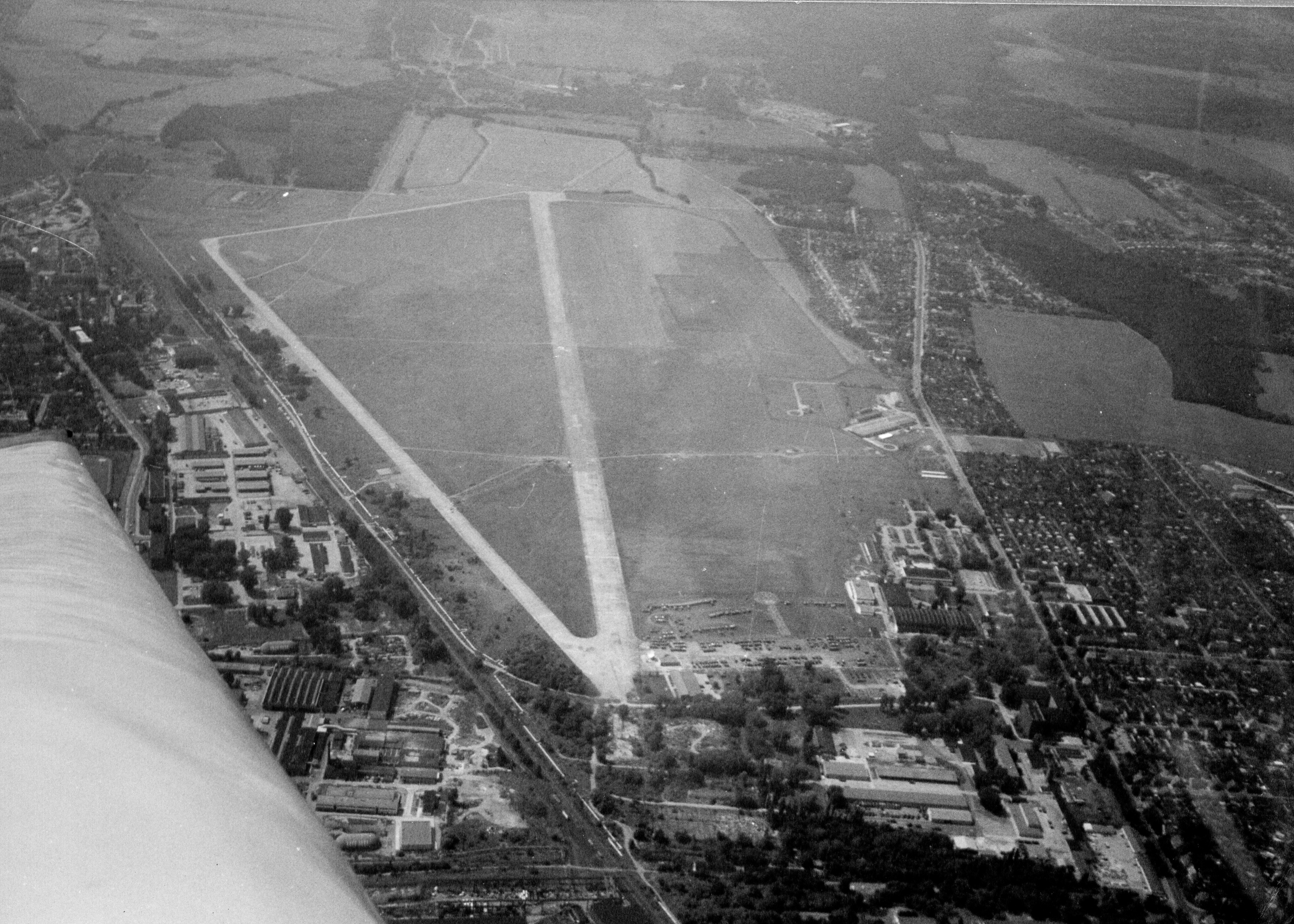
Luftaufnahme (1990)
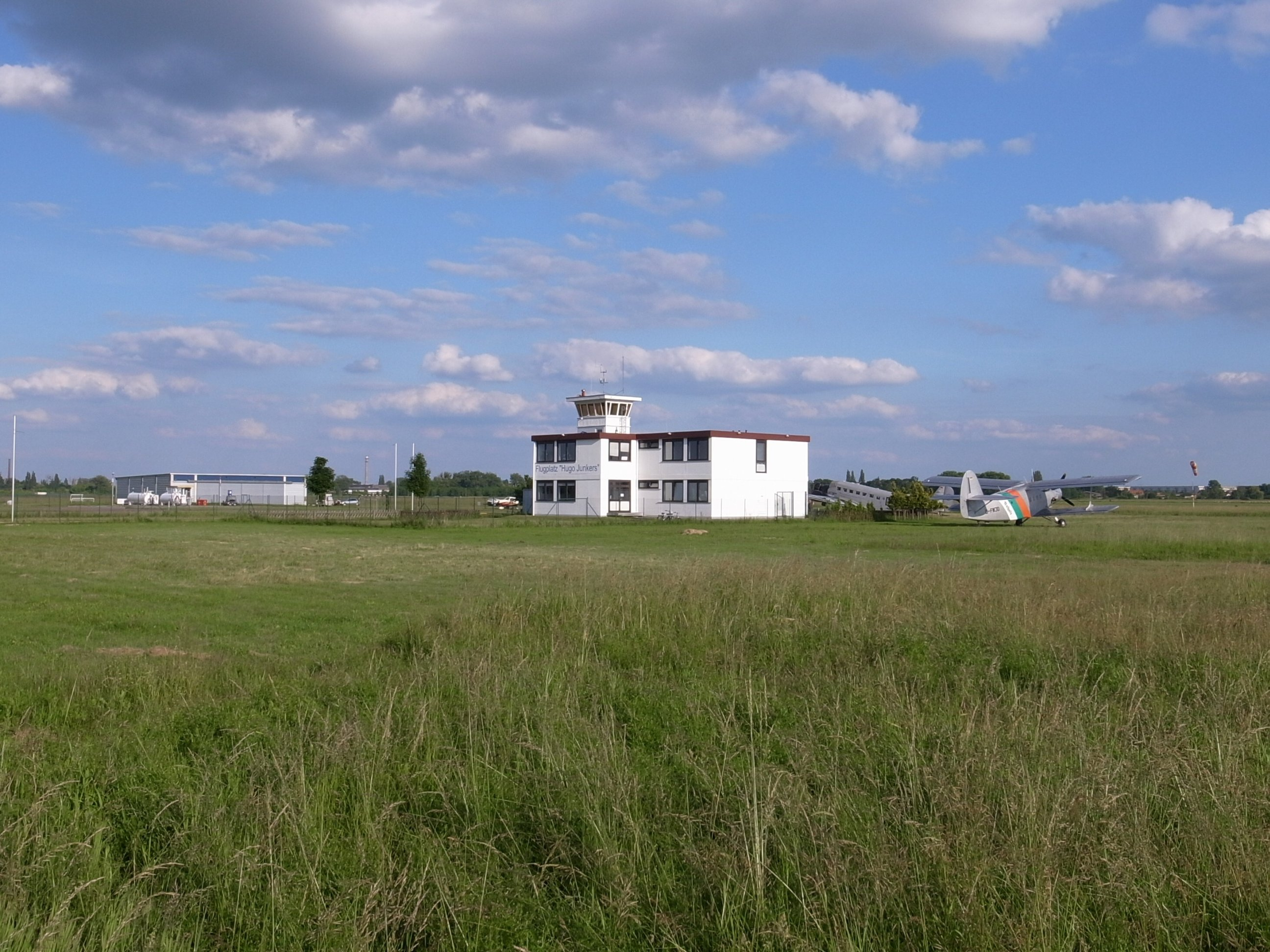
Tower (2010)

## Fluggesellschaften und Ziele
Seit der Wiedereröffnung 1994 gab es weder Linien- noch Charterflüge. Für heutige Verkehrsflugzeuge ist die Landebahn zu kurz.

## Motorflug
Die Flugplatz Dessau GmbH verchartert eine Cessna 172.

## Segelflug
Am Flugplatz Dessau befindet sich südlich der Asphaltbahn eine Segelfluggfläche, die vom Fliegerclub „Hugo Junkers“ Dessau e. V. genutzt wird. Es wird hier hauptsächlich der Windenstart genutzt. Flugzeugschlepp wird nach Bedarf durchgeführt.

## Zwischenfälle
- 16. Mai 1959: Eine MiG-17F (757) überrollte bei einer Ausweichlandung auf den Flugplatz Dessau gegen 8:00 Uhr das Ende der Start- und Landebahn.[5]
- Am 22. Juli 1960 stieß eine IL-14P (T) der Nationalen Volksarmee (400) zehn Minuten nach dem Start bei Nebel mit dem ersten der vier 140 Meter hohen Schornsteine des Kraftwerks Vockerode. Die Maschine stürzte auf das Kraftwerksgelände, wobei ihre sechs Insassen sowie ein Kraftwerksmitarbeiter am Boden starben (siehe auch Flugunfall im Kraftwerk Vockerode).

- 10. Juli 2001: Im Endanflug geriet ein Segelflugzeug PZL Bielsko SZD-9 „Bocian“ in einen überzogenen Flugzustand (Trudeln) und stürzte zu Boden. Es gab zwei Tote.[6]

## Unternehmen am Flugplatz
Die Luftsport Service-Center Ost GmbH betreibt am Platz für die Luftsportvereine der neuen Bundesländer und Berlin, sowie private und gewerbliche Luftfahrzeughalter, ein Unternehmen zur Führung der Aufrechterhaltung der Lufttüchtigkeit (CAMO / DE.MG.0536) und einen Instandhaltungsbetrieb (MF-Betrieb / DE.MF.0536).

## Vereine am Flugplatz
- Fliegerclub „Hugo Junkers“ Dessau e. V.
- Dessauer Fallschirmsportverein e. V.
- Anhaltischer Verein für Luftfahrt e. V.
- Luftsportverband Sachsen-Anhalt e. V.

## Sonstiges
- Von 1945 bis 1990 verbanden Luftkorridore West-Berlin mit Westdeutschland, der Frankfurt Air Corridor (Südwesten) verlief über Dessau.[7]
- Am 29. April 1952 wurde eine französische Linienmaschine vom Typ Douglas C-54A (Luftfahrzeugkennzeichen F-BELI) über Dessau von MiG-15-Jagdflugzeugen mit scharfer Munition beschossen, es gab fünf Verletzte an Bord. Von sowjetischer Seite wurde behauptet, die Maschine hätte den internationalen Korridor verlassen.[8]
- Die Hochschule für Film und Fernsehen Potsdam drehte 1970 den Film Micha lernt fliegen, eine Geschichte über die Segelflugausbildung der GST, zu großen Teilen auf diesem Flugplatz.
- Juli 2008: Die argentinische Nationalmannschaft bereitete sich am Platz auf die 30th World Gliding Championships in Lüsse vor.[9]
- 22. Juni 2009: Für die dritte Staffel der ARD-Serie Tierärztin Dr. Mertens finden Filmaufnahmen auf dem Flugplatz statt.[10]